# Sparring
Sparring (din engleză antrenare) este o metoda de antrenament. 
Partenerii de sparring trebuie să aibă același nivel de pregătire. Excepție face cazul în care antrenorul practică sparring cu un nou-venit pentru a-i demonstra greșelile frecvente. Spre deosebire de competițiile sportive, la sparring nu contează rezultatul, accentul fiind pus pe deprinderea tehnicilor de luptă.

## Diferențele dintre stiluri
Natura fizică a sparringului variază în mod natural în funcție de natura abilităților pe care intenționează să le dezvolte; sparring într-o artă de lovire cum ar fi Chun Kuk Do va începe în mod normal cu jucătorii de pe laturile opuse ale ringului și li se va da un punct pentru lovirea zonei corespunzătoare și va primi un fault pentru lovirea unei zone inadecvate sau ieșirea din ring. Sparring într-o artă grappling, cum ar fi judo, ar putea începe cu partenerii ținându-se unul pe celălalt și se sfârșește daca ei se separă.

## Tipuri și denumiri

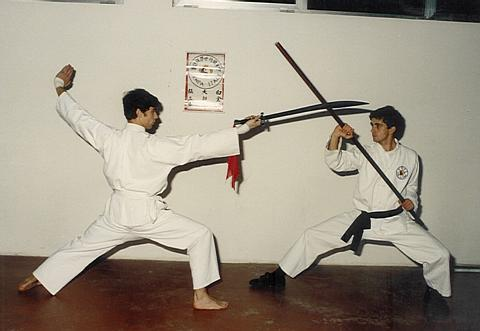
Sparring în arte marțiale

Sparringul este numit în mai multe moduri, în dependență de luptele în care este aplicat:
- box: sparring
- jiu jitsu brazilian: rolling (literalmente rostogolire)
- capoeira: jogo
- arte marțiale japoneze: randori
- karate: kumite
- taekwondo: kyorugi sau matsogi